# Forças Armadas Rebeldes

As Forças Armadas Rebeldes (em castelhano:  Fuerzas Armadas Rebeldes, FAR) foi uma organização guerrilheira guatemalteca criada em 1961.
No final da década de 1960, o governo da Guatemala iniciou uma campanha de contrainsurgência apoiada pelos Estados Unidos que matou entre 2.800 e 8.000 apoiadores das FAR no leste da Guatemala. Os sobreviventes dessa campanha, que devastou as FAR, reagruparam-se na Cidade do México na década de 1970 e fundaram o Exército Guerrilheiro dos Pobres (EGP), que conseguiu mobilizar um enorme apoio popular nos anos seguintes.
As FAR ficaram bastante conhecidas por terem assassinado o embaixador dos Estados Unidos na Guatemala, John Gordon Mein, em 1968. Também foram mortos naquele ano dois conselheiros militares estadunidenses, o Coronel John Webber e o Comandante Ernest Munro.
Em 1970, o grupo sequestrou brevemente o ministro das Relações Exteriores da Guatemala, Alberto Fuentes Mohr, mas o liberou em troca da libertação de um líder estudantil. Karl von Spreti, embaixador alemão na Guatemala, também foi sequestrado e assassinado pelas FAR naquele ano. Outras ações naquele ano incluíram o sequestro do adido estadunidense Sean Holly, que foi libertado em troca de prisioneiros das FAR.